# Équipe du Burkina Faso des moins de 20 ans de football
Maillots
L'équipe du Burkina Faso de football des moins de 20 ans réalise ses meilleures performances en 2003, en atteignant lors de cette année les huitièmes de finale de la Coupe du monde des moins de 20 ans, et en terminant à la quatrième place lors de la Coupe d’Afrique des nations junior.

## Histoire
La meilleure année de l’équipe Burkinabé des moins de 20 ans fu en 2003 à laquelle elle atteint la quatrième place de la coupe d’Afrique des moins de vingt ans organisée chez elle à domicile , puis elle atteint également les huitièmes de finale d’une coupe du monde en 2003 également.

## Parcours en Coupe d'Afrique des nations des moins de 20 ans
- Ne participe pas de 1979 à 1993
- 1995 : 1er Tour
- 1997 : 2e Tour
- 1999 : Ne participe pas
- 2001 : 2e Tour
- 2003 : 3e
- 2005 : 2e Tour
- 2007 : 2e Tour
- 2009 : 2e Tour
- 2011 : 1er Tour
- 2013 : 2e Tour
- 2015 : 2e Tour
- 2017 : 3e Tour
- 2019 : Phases de groupe
- 2021 : Quart de finale
- 2023 : (3e zone Ufoa B)
- 2025 : (Phase de groupe zone Ufoa B)

## Parcours en Coupe du monde des moins de 20 ans
L’équipe du Burkina Faso a participé a une fois a la Coupe du monde de football des moins de 20 ans
- Coupe du monde de football des moins de 20 ans 2003 : Huitièmes de finale

## Palmarès
- Tournoi de l'UEMOA
  - Vainqueur en 2013

- Championnat U-20 Zone B de l'UFOA
  - Finaliste : 2020[1] et 2023[2] 
  - Troisième : 2022[3]
- Jeux de la Francophonie
  - Finaliste en 2023 
  - Troisième 2005
- Jeux africains de 2019
  - Vainqueur en 2019 
    - (2019-)[4]
- Championnat U-20 Zone Nord de l’UNAF
  - Troisième : en 2015  (invitée)